# 시명 (가수)
시명(본명: 이시명, 李是明, 1999년 5월 27일~)은 대한민국의 밴디트 멤버이자 대한민국의 여자 가수이다.

## 생애
- 2019년 BVNDIT, BE AMBITI OUS로 데뷔하고 2021년 중앙대학교 공연창작학부 연극영화학과에 입학하였다.
- 솔직하고 시원시원한 성격으로 말은 터프하지만, 의외로 수줍음이 많은 반전매력의 성격도 있다.
- 본인의 말하는 자신의 장점 세가지, 성격이 쿨하면서 키가 크고, 몸의 비율이 좋다. 몸의 비율이 좋고 키가 커서 자칭 밴디트의 전봇대를 맡고 있다.
- 프로필상 키는 169cm이지만, 실제키는 171cm라고 라디오 방송에서 말했었다. 연습생 시절에는 169cm였었으나, 데뷔 이후 2cm 더 커진 듯 하다.
- 중학교 2학년때까지 육상 선수를 했었다. 중장거리 선수를 하다가, 육상을 그만두기 한달전에 멀리뛰기 선수로 전향을 했다.아육대 육상종목 우승 후보? 어머니가 무용 선생님을 하고 있어서, 시명도 춤을 웬만큼 잘 췄었다. 우연한 기회에 어느 걸그룹의 가이드 안무를 맡았는데, 그 걸그룹의 한 멤버가 빠지게 되면서,시명을 마음에 들어했던 그 걸그룹의 소속사 대표가 시명을 멤버로 넣으려고 해서 그 회사의 연습생으로 들어가게 된게 아이돌이 된 계기라고 한다.
- 친한 연예인으로 솔로 여자 가수인 로시를 꼽았다. 연습생때부터 로시의 음악들을 좋아했었는데, 데뷔하고 나서 우연히 음악 방송에서 만나서 최근에 번호도 교환하고 자주 연락을 한다고 한다. 둘은 동갑에 같은 한림연예예술고등학교 출신이지만 서로 전공이 달라서 만날 기회가 없었다.
- 중앙대학교 공연창작학부 연극영화학과에 최종 합격하여 현재 재학 중이다.
- 자켓 촬영을 하다가 말(이름 : 비엔또)이 무서워서 눈물을 흘렸다. 영상.
- 마마무의 휘인을 정말 좋아하고 존경한다. 인터뷰를 할 때마다 항상 거론하면서 팬심을 드러냈으며, 컬래버레이션을 희망하기도 했다.

## 공연
- 2019년 공연 《MU:CON 2019》
- 2019년 공연 《2019 MGMA (M2 X GENIE MUSIC AWARDS》
- 2019년 공연 《씨페스티벌 2019 메인스테이지》

## 학력
- 동부중학교 (졸업)
- 한림연예예술고등학교 연예과 (졸업)
- 중앙대학교 공연창작학부 연극영화학과 (재학)